# Hans Ulrich Klintzsche
Hans Ulrich Klintzsche (4. listopadu 1898, Lübbenau/Spreewald - 15. září 1940, Boulogne) byl důstojník německého námořnictva, člen Freikorps a druhý velitel SA v letech 1921-1923.

## Kariéra
Po první světové válce vstoupil do řad Marine-Brigade Ehrhardt, poté vstoupil do Organisation Consul a nakonec do Bung Wiking. V srpnu 1921 převzal spolu s Hermannem Ehrhardtem velení nad tělocvičným a sportovním oddělením NSDAP, kde probíhal první utajený vojenský výcvik Hitlerových úderníků. V září 1921 byl zatčen pro podezření, že se podílel na zavraždění Matthiase Erzbergera, člena SPD, který v listopadu 1918 podepsal německou kapitulaci (atentát spáchala Organizace Consul).
5. října 1921 opět převzal výcvik a zároveň se stal Oberste SA-Führer, kterým byl až do 11. května 1923, kdy velení organizace převzal Hermann Göring. Od roku 1924 byl v civilu, ale posléze se vrátil zpět k armádě. V roce 1936 vstoupil do Luftwaffe v hodnosti majora a velitele letecké školy, poté byl převelen k letecké záchranné službě a povýšen na plukovníka. Zemřel roku 1940, když jeho Heinkel He 59 havaroval kvůli poruše motoru při startu v Boulogne.